# Ayamonte

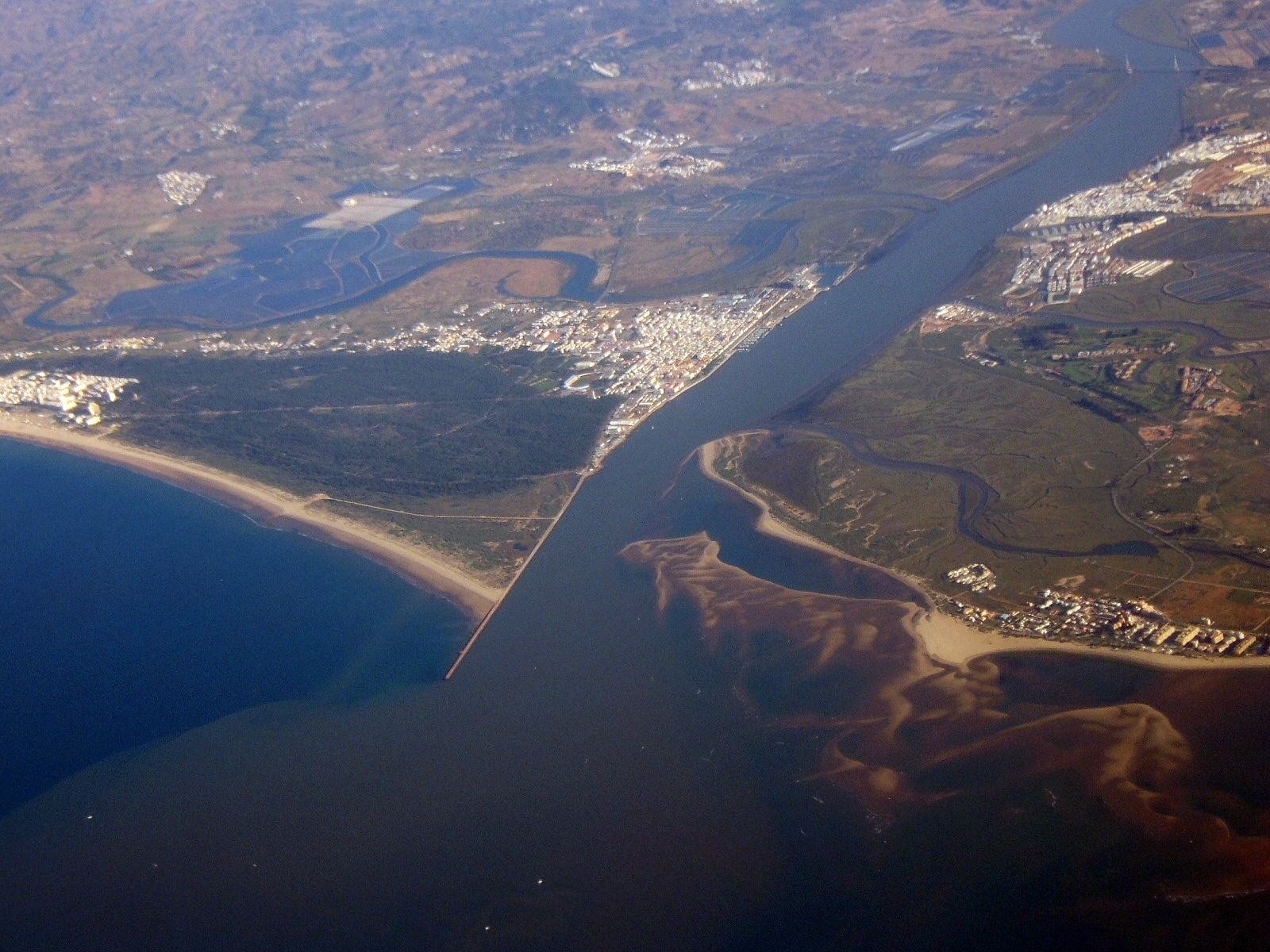

Ayamonte – miasto i port jachtowy w Hiszpanii, w Andaluzji, przy granicy z Portugalią, nad rzeką Gwadiana. W 2012 roku liczyło 20 968 mieszkańców.
Miasto jest rozwijającym się ośrodkiem turystycznym. Wokół starego miasta położonego na półwyspie, u ujścia Gwadiany do Zatoki Kadyksu (Atlantyku), znajduje się szereg nowych osiedli wakacyjnych, złożonych z willi i apartamentowców. W pobliżu funkcjonują dwa pola golfowe. Na wyspie Isla Canela znajduje się szeroka, piaszczysta plaża (część wybrzeża Costa de la Luz). Około 3 kilometry od miasta, na granicy z Portugalią, znajduje się nowoczesny most wiszący, zbudowany w 1991 roku.

## Toponimia
Istnieje kilka teorii tłumaczących pochodzenie nazwy miasta. Jedna z nich wywodzi ją od arabskiego Anapote lub łacińskiego Anapotemon, oznaczających estuarium lub lagunę na rzece Gwadiana. Z kolei inna teoria łączy przedrzymskie określenie Aya z łacińskim Montis, gdzie oba człony oznaczają wzgórze, wzniesienie, górę. Nazwa Ayamonte po raz pierwszy pojawiła się w źródłach pisanych w XIII wieku, po podbojach króla Portugalii, Sancho II.

## Zabytki
Na terenie miasta znajduje się kilka zabytków, m.in. zabudowania fortyfikacyjne z XVI wieku – Baluarte de las Angustias, XVI-wieczny kościół Nuestra Señora de las Angustias oraz XVII-wieczny kościół Nuestra Señora de las Mercedes. W Ayamonte znajduje się również XVII-wieczny pałac Palacio del Marqués de Ayamonte, zbudowany przez VI markiza Ayamonte – Francisco Manuel Silvestre de Guzmán y Zúñiga, a także pełny azulejo plac Plaza de la Laguna z XVIII wieku.

## Klimat
Klimat w Ayamonte jest umiarkowany ciepły. Zimy są łagodne, a lata gorące. Maksymalne średnie temperatury dzienne w lipcu i sierpniu wynoszą 29,3–29,5 °C, chociaż w ciągu dnia często przekraczają 35 °C. Średnia opadów dla rejonu Ayamonte jest niska.
| Miesiąc                                                 | Sty  | Lut  | Mar  | Kwi  | Maj  | Cze  | Lip  | Sie  | Wrz  | Paź  | Lis  | Gru  | Roczna |
| ------------------------------------------------------- | ---- | ---- | ---- | ---- | ---- | ---- | ---- | ---- | ---- | ---- | ---- | ---- | ------ |
| Średnie temperatury w dzień [°C]                        | 16,2 | 17,3 | 19,6 | 20,8 | 23,2 | 26,7 | 29,5 | 29,3 | 27,0 | 23,4 | 19,5 | 16,7 | 22,4   |
| Średnie dobowe temperatury [°C]                         | 11,6 | 12,6 | 14,6 | 15,9 | 18,3 | 21,6 | 24,0 | 24,0 | 22,0 | 18,8 | 15,1 | 12,6 | 17,6   |
| Średnie temperatury w nocy [°C]                         | 7,0  | 7,9  | 9,7  | 11,0 | 13,4 | 16,6 | 18,4 | 18,6 | 17,1 | 14,3 | 10,7 | 8,6  | 12,8   |
| Opady [mm]                                              | 65,3 | 46,9 | 37,2 | 46,9 | 26,8 | 7,1  | 3,0  | 4,4  | 24,6 | 65,2 | 82,0 | 97,4 | 506,8  |
| Średnia liczba dni z opadami                            | 9,1  | 7,7  | 6,0  | 7,8  | 5,4  | 1,7  | 0,3  | 0,7  | 3,5  | 8,6  | 7,9  | 10,2 | 68,9   |
| Źródło: Światowa Organizacja Meteorologiczna 2021-10-16 |      |      |      |      |      |      |      |      |      |      |      |      |        |

## Współpraca
Miejscowość partnerska:
- Boom, Belgia

## Galeria

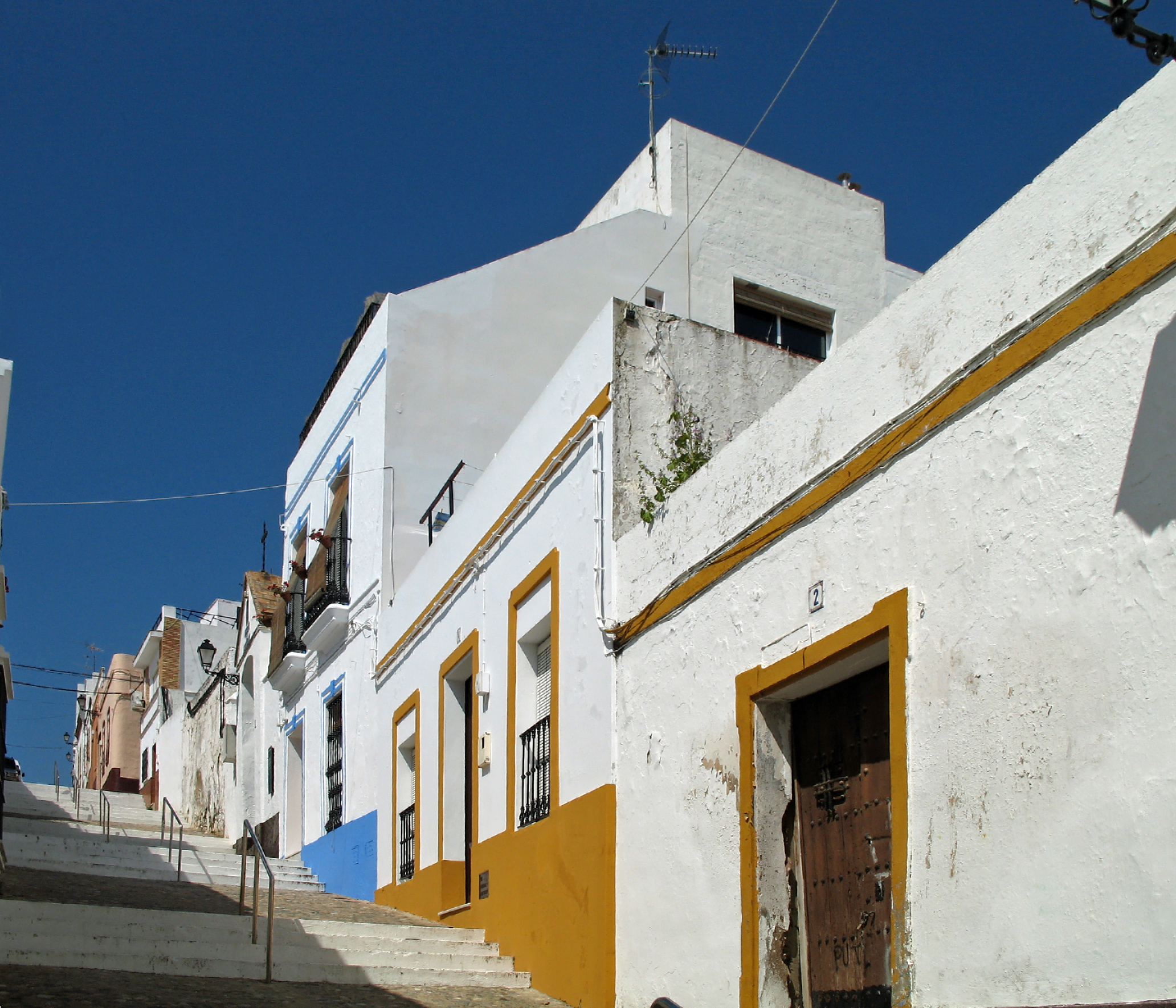
Uliczka w Ayamonte
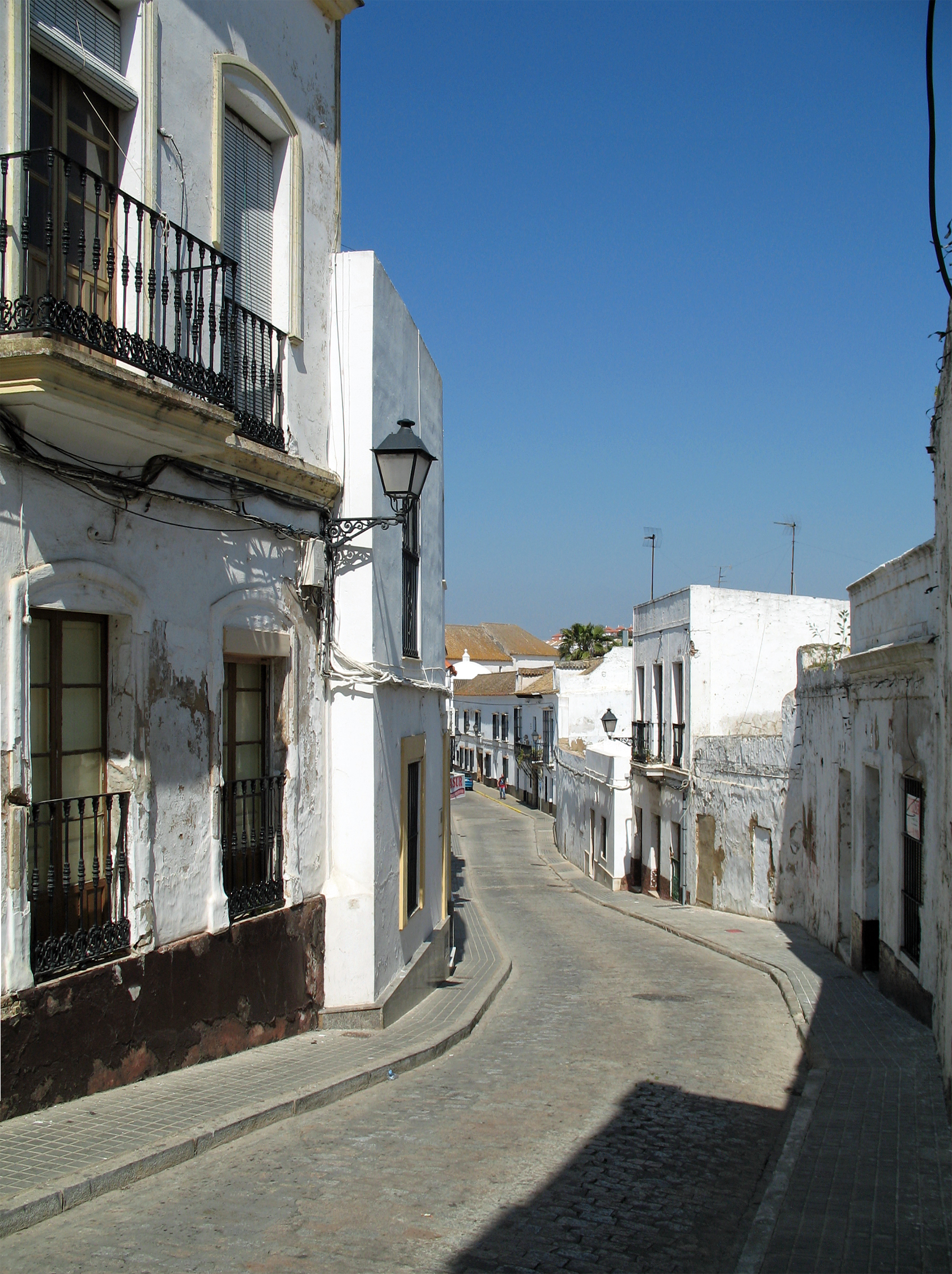
Uliczka w Ayamonte
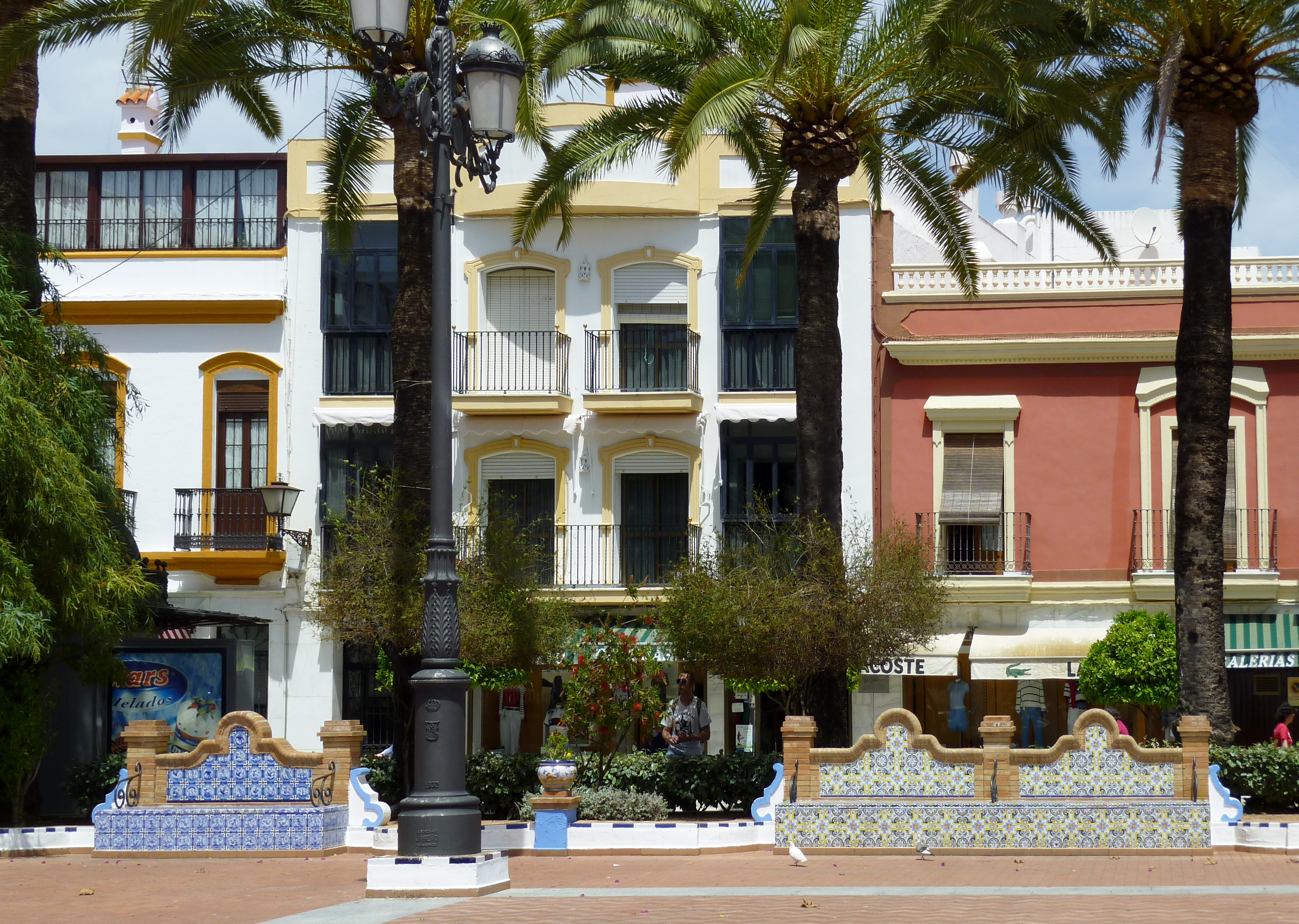
Paseo de la Ribera
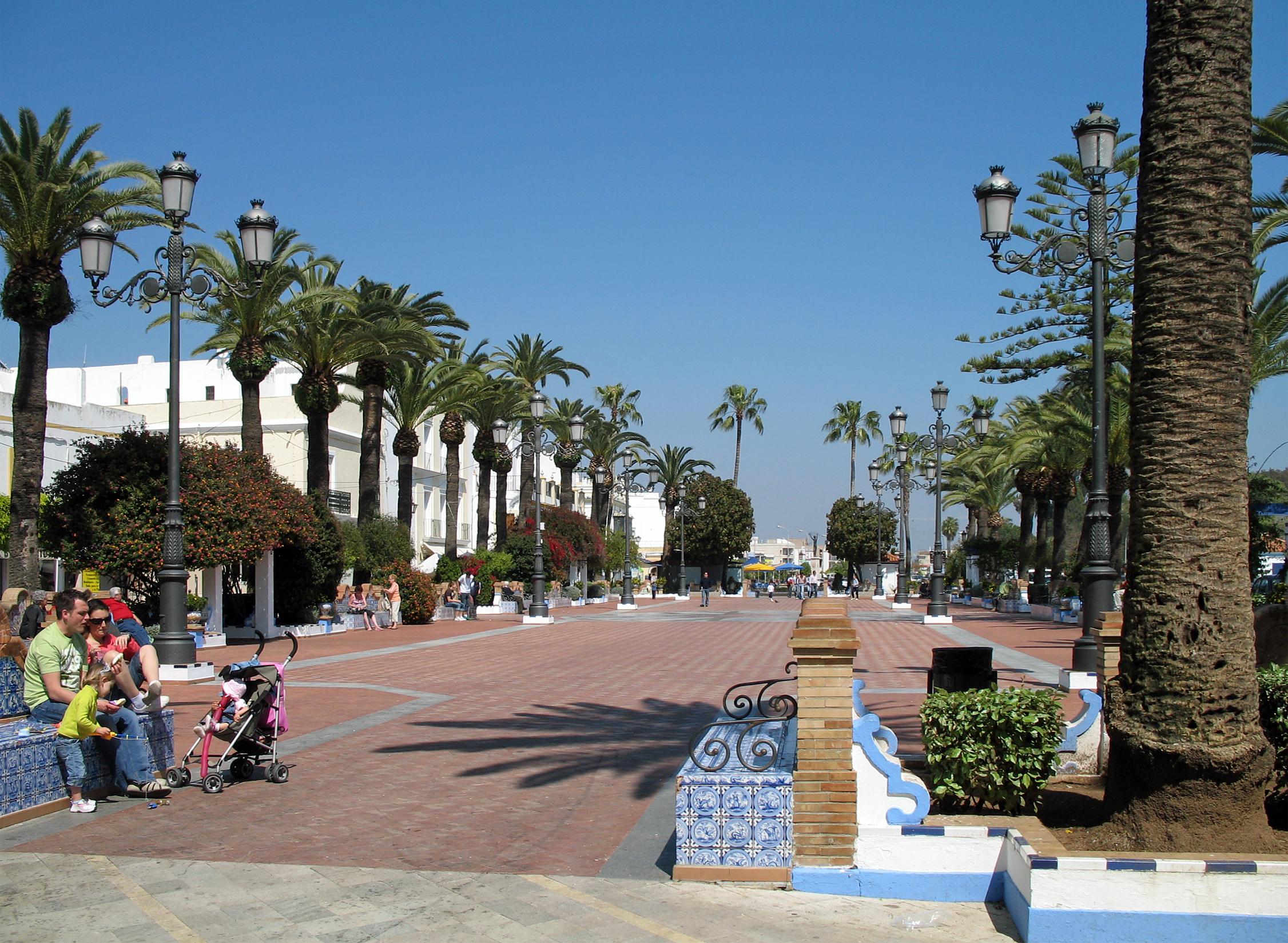
Plaza de la Coronación
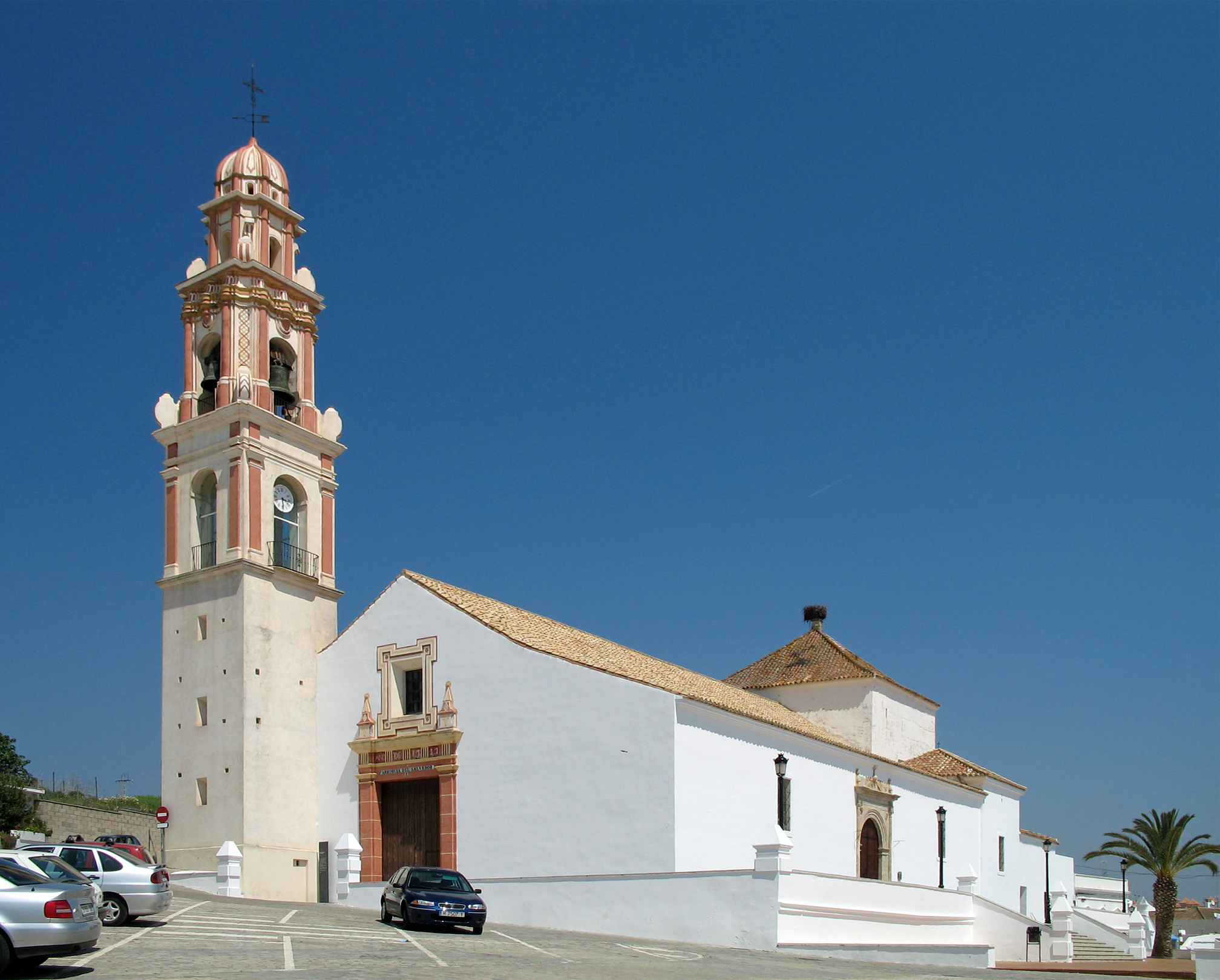
Kościół El Salvador
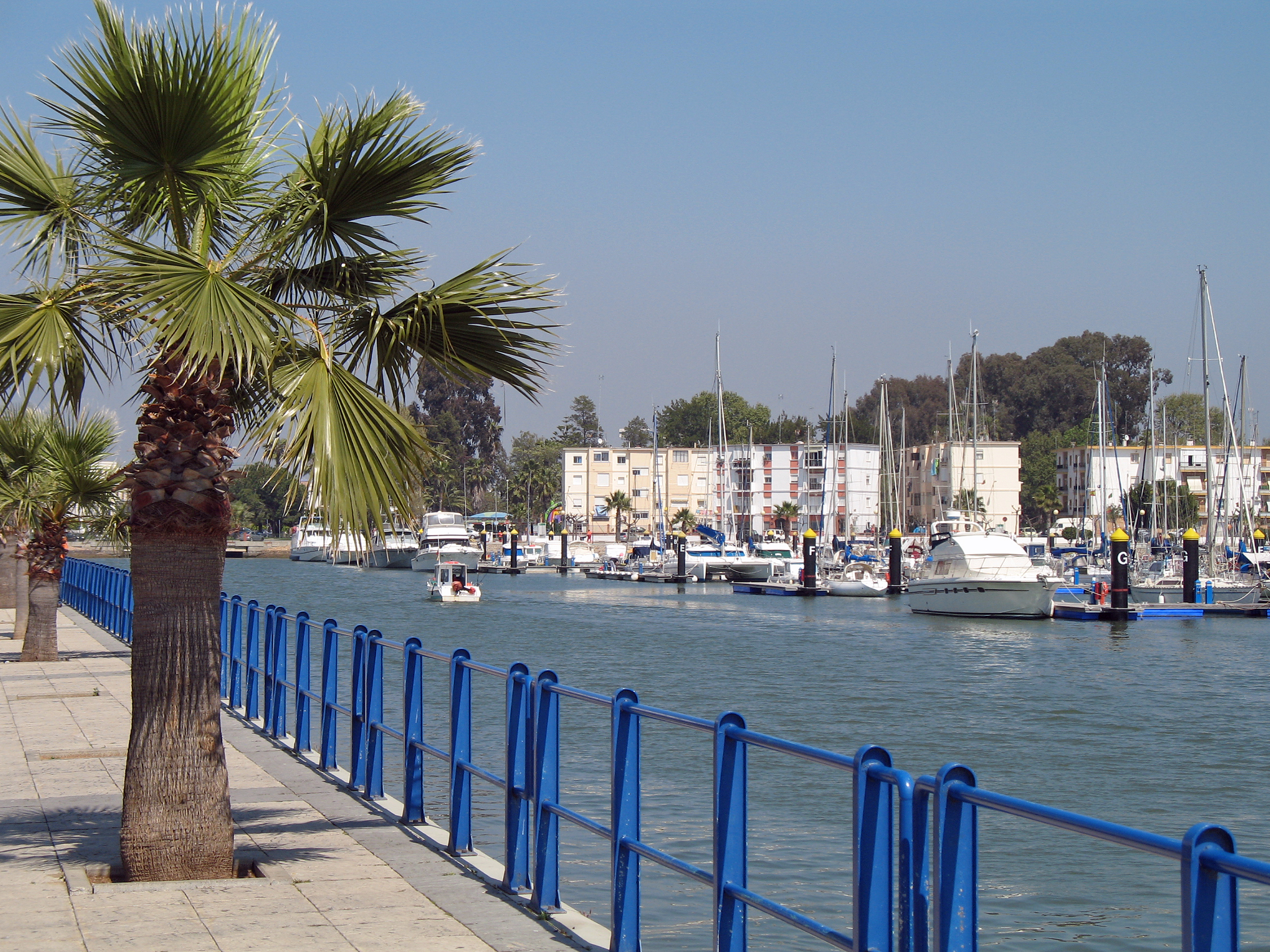
Marina w Ayamonte
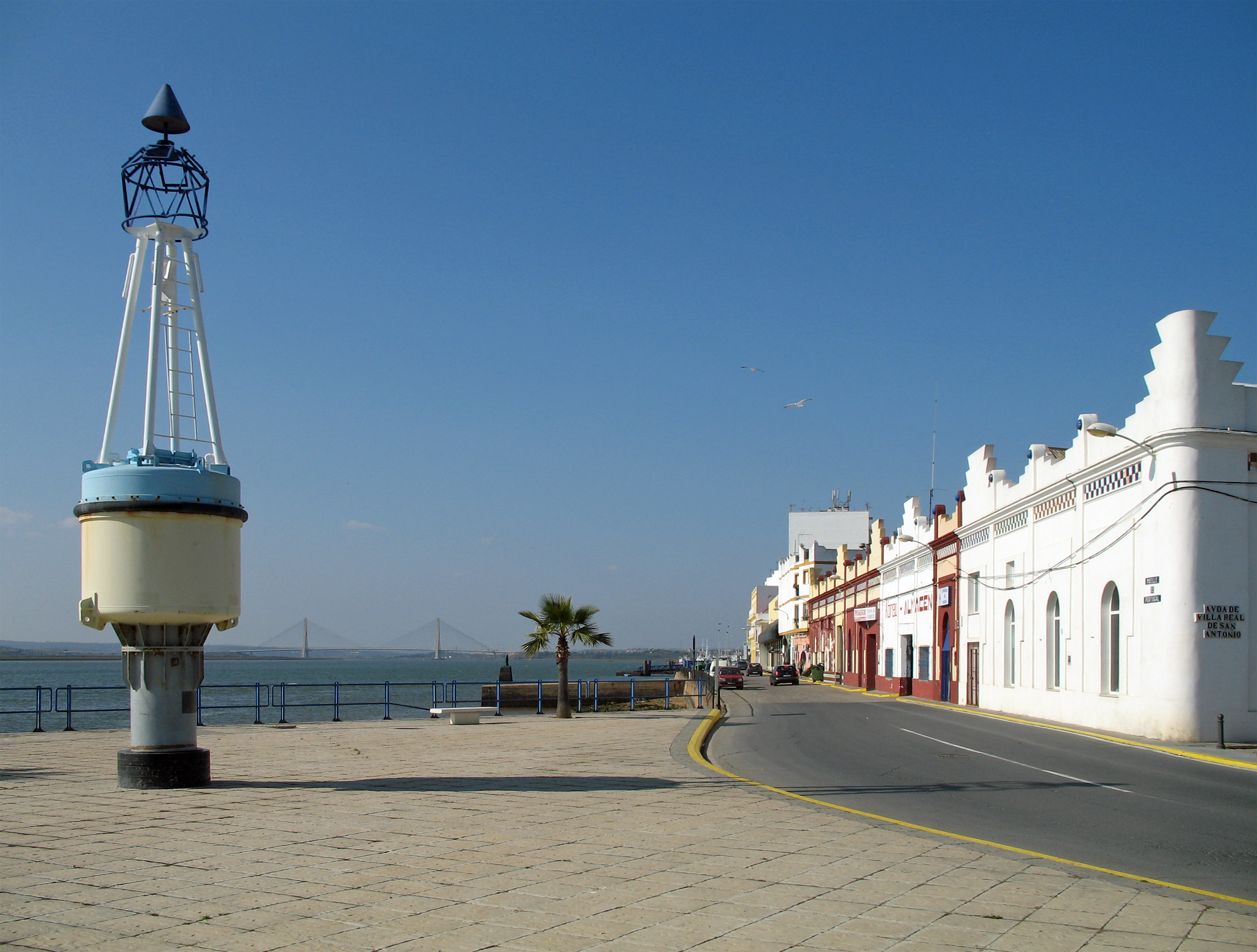
Wybrzeże nad Gwadianą
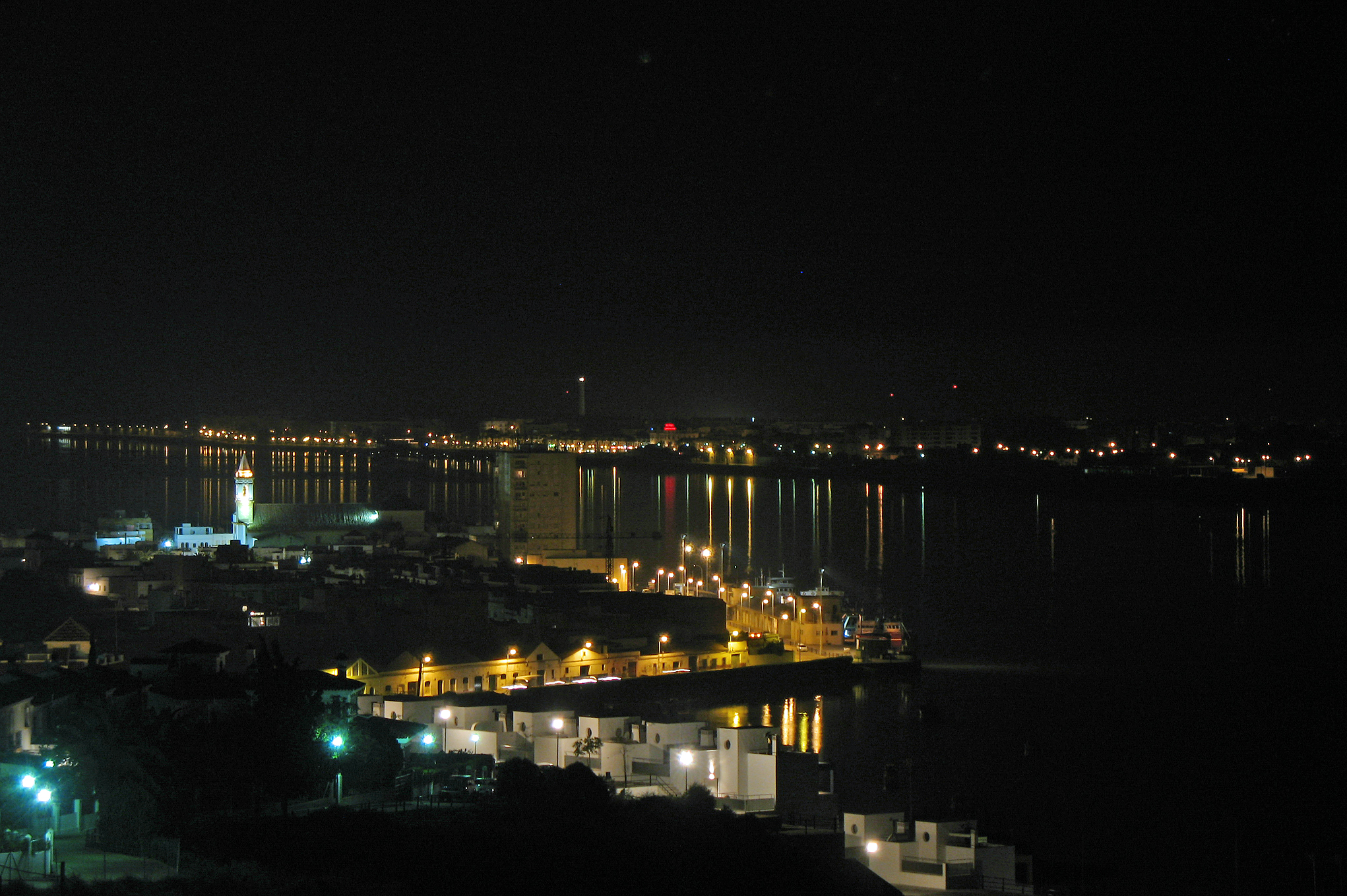
Ayamonte nocą